# Julius Sláma
Julius Sláma (29. března 1877 Říčany – 23. ledna 1960) byl český a československý politik a meziválečný senátor Národního shromáždění ČSR za Československou živnostensko-obchodnickou stranu středostavovskou.

## Biografie
Povoláním byl tesařským mistrem v Brně-Židenicích. Počátkem roku 1919 zasedal za živnostenskou stranu v obecní správní komisi v Židenicích.
V parlamentních volbách v roce 1925 získal senátorské křeslo v Národním shromáždění. Mandát obhájil v parlamentních volbách v roce 1929 a parlamentních volbách v roce 1935. V senátu zasedal až do jeho zrušení v roce 1939. Ještě předtím, v prosinci 1938, přestoupil do senátorského klubu nově zřízené Strany národní jednoty.